# Melpomene moniliformis
Melpomene moniliformis är en stensöteväxtart som först beskrevs av Mariano Lagasca y Segura och Olof Peter Swartz, och fick sitt nu gällande namn av Alan Reid Smith och R. C. Moran. Melpomene moniliformis ingår i släktet Melpomene och familjen Polypodiaceae.

## Underarter
Arten delas in i följande underarter:
- M. m. adnata
- M. m. minor
- M. m. subdicarpa